# Through-Silicon-Via
Em engenharia electrónica, as TSV (Through-Silicon-Via) são vias de conexão verticais que atravessam por completo, tanto wafers de silício como superfícies individuais de circuitos integrados (as denominadas “die” em inglês). A tecnologia de criação de TSVs é utilizada como parte do processo de fabricação de chips 3D.
Graças à tecnologia TSV, os chips tridimensionais podem empacotar-se de forma que a área usada seja mínima sem que isso suponha uma redução da funcionalidade do chip. Depois também possibilita a redução dos caminhos críticos existentes entre os componentes, aumentando deste modo a velocidade das operações.
Quanto ao processo de fabricação destas vias, cabe destacar que geralmente são realizadas mediante laser ou algum outro método de perfuração (mais ou menos complexo), para posteriormente ser recheadas de cobre ou de algum outro material condutor.
Além disso, dependendo do material utilizado nas uniões, é conveniente realizar as TSVs num momento diferente dentro do processo de fabricação de chips 3D. Deste modo, as recomendações são as seguintes:
- “Via-first” (realização da vias TSV antes de unir as diferentes capas de componentes). Especialmente recomendada para os processos nos que se usem uniões entre contactos cobre e/ou uniões derivadas de uma mistura entre metal e substância adesiva.
- “Via-last” (realização das vias TSV após unir as capas de componentes). Recomendada para os processos nos que as uniões sejam entre capas completas de óxido ou de adesivo.